# 恋极星
《恋极星》（日语：恋極星）是2009年上映的日本爱情片。

## 剧情
北海道的白雪冰原上，伫立着一座孤零零的天文馆。这里是小女孩菜月和智力障碍的弟弟大辉、青梅竹马的好友飒太最常玩耍的场所，他们仰望着星空，幻想着居住在数万光年外的母亲。直到某一天，飒太举家搬往加拿大，其间虽与好友们通信，但慢慢还是失去了联系。转眼过去11个年头，19岁的菜月（户田惠梨香 饰）在一家建设公司上班，父亲早已去世，她和大辉（若叶龙也 饰）享受过着孤独平凡的生活。某天，飒太（加藤和树饰）重新出现在她的面前。虽然怨恨飒太失去音讯，但是三个好友很快又恢复了童年时的友情。只是，这次重逢如流星般倏忽即逝……

## 主演
- 戸田恵梨香 饰演 柏木菜月
- 加藤和树 饰演 舟曳飒太
- 若叶龙也 饰演 柏木大辉